# Black Light Burns
Black Light Burns (Блек Лайт Бенс) — американський індастріал-метал супергурт, фронтменом якого є Вес Борланд (Limp Bizkit). Участь у записі першого альбому Cruel Melody взяли також Денні Лонер (Nine Inch Nails, A Perfect Circle), Джош Еустіс (Telefon Tel Aviv) та Джош Фріз (The Vandals, A Perfect Circle, Nine Inch Nails).

## Учасники
Теперішні
- Вес Борланд (Wes Borland) — спів, гітара, бас, клавішні (з 2005)
- Нік Енніс (Nick Annis) — гітара (3 2007)
- Денніс Сандерс (Dennis Sanders) — бас (з 2008)
- Маршалл Кілпатрік (Marshall Kilpatric) — ударні, перкусія (3 2007)

Колишні
- Шон Феттермен (Sean Fetterman) — бас (2007-08)

Гості
- Джош Фріз (Josh Freese) — ударні, перкусія (на Cruel Melody)
- Джош Еустіс (Josh Eustis) — клавішні, синтезатор, звуковий дизайн (на Cruel Melody)
- Денні Лонер (Danny Lohner) — гітара, бас, production, programming, звуковий дизайн (на Cruel Melody)
- Сонні Мур (Sonny Moore) — спів на «Coward»
- Сем Ріверс (Sam Rivers) — бас на «I Have a Need»
- Каріна Раунд (Carina Round) — спів на «Cruel Melody»
- Джонетт Наполітано (Johnette Napolitano) — спів на «I Am Where it Takes Me»

## Дискографія
Студійні альбоми
- Cruel Melody (2007)
- The Moment You Realize You're Going To Fall (2012)
- Lotus Island (2013)

Компіляція
- Cover Your Heart and the Anvil Pants Odyssey (2008)